# Copte
Cet article concerne la langue copte. Pour les autres significations, voir Copte (homonymie).
 (avril 2019).

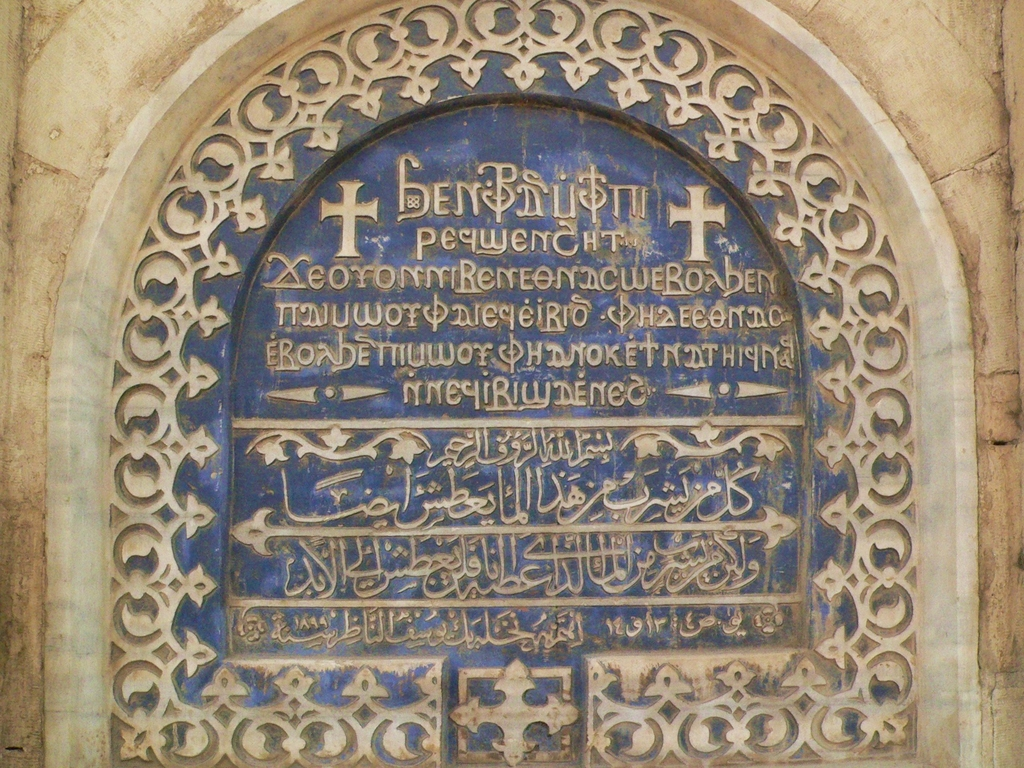
Inscriptions coptes et arabes dans une église du Vieux Caire.

Le copte est une langue chamito-sémitique issue de l'égyptien ancien, dérivée de l'égyptien démotique et utilisant l'alphabet du grec ancien auquel on a ajouté des caractères du démotique. Elle est la langue liturgique des chrétiens d'Égypte : les Coptes.
Le mot « copte » est en réalité un nom générique s'appliquant à une série de dialectes, dont six sont devenus des langues écrites et littéraires : le sahidique, le bohaïrique, l'akhmimique, le subakhmimique (assioutique), le fayoumique et l’oxyrhynchite.

## Étymologie
Le mot « copte » vient du grec ancien : Αἰγύπτιος - Aigúptios, « égyptien » devenu, en copte, Kuptios, Kuptaios,. En outre, après la conquête de l'Égypte par les musulmans en 641, les Arabes reprennent le mot en le transformant en arabe : قُبْط (qubṭ) ou  arabe : قِفْط (qibṭ), et l'appliquent aux chrétiens égyptiens. On trouve également les variantes arabe : قُفْط / قِفْط (qufṭ / qifṭ). Ce sont ces variantes qui donnent d'abord en français le mot cofte, attesté en 1665 — toujours pour désigner les chrétiens d'Égypte. Par la suite, le mot s'écrira cophte. Quarante ans plus tard, en 1704, on trouve copte. Les deux mots vont alors coexister, la forme copte prenant le dessus à partir des années 1880. En 1932, l'Académie française n'admet pas cophte, qui figurera cependant aux côtés de copte dans certains dictionnaires jusque dans les années 1960.
Dans le parler actuel du Caire, c'est le mot qebṭi, ou sa variante 'ebṭi qui sont utilisés. Il peut aussi se prononcer gibṭ (« guibṭ ») en Haute-Égypte et au Caire. On trouve encore hipt en Basse-Égypte[réf. nécessaire].
Le mot hébreu gibtith figure également dans le Talmud au IIe siècle de notre ère.

## Histoire du copte
Copte est un mot générique qui désigne une série de dialectes constituant la forme ultime de l'égyptien,. Il a été écrit jusqu'au XIe siècle, et parlé jusqu'au XVIIe ou XVIIIe siècle, peut-être un peu plus tard selon certains témoignages. Seul le dialecte du nord (ou bohaïrique) a survécu, grâce à son rôle — au côté de l'arabe — de langue liturgique des chrétiens d'Égypte.

### Du démotique au copte
La langue copte apparaît vers le IIIe siècle après Jésus Christ. Les textes coptes les plus anciens remontent cependant à la fin du Ier siècle. Le christianisme remplace alors peu à peu la civilisation pharaonique. Contrairement aux écritures de l’Égypte pharaonique, le copte s’écrit avec un alphabet formé des vingt-quatre lettres du grec ancien auxquelles ont été ajoutées une demi-douzaine de lettres reprises au démotique,. Aujourd'hui, environ 70% du vocabulaire copte est issu de l’égyptien ancien.
La langue copte est considérée comme la phase finale de l'égyptien ancien. La majorité des mots coptes sont tirés de l'ancienne langue égyptienne, avec seulement deux mille mots empruntés au grec. Jean Sellier distingue cependant la langue parlée et la langue écrite : la première fait suite au démotique, mais sans présenter de réelle continuité. En revanche, la seconde a largement servi à transmettre la pensée chrétienne, qui était d'abord écrite en grec, si bien qu'environ 20 % de son vocabulaire en sont issus.
Les chercheurs ont utilisé le copte comme base pour reconstruire l’égyptien ancien.

### Essoufflement de la langue
L'arrivée des Arabes en 639 n'entraîne pas directement la chute de la langue et de la culture des Égyptiens jusqu'ici chrétiens. Les conversions vers l'islam étaient rares. Sous la dynastie syrienne des Omeyyades, le califat s'agrandit, l’Égypte devient une terre de passage vers l'ouest pour conquérir les Berbères. Ainsi s'installent des colons arabes musulmans venant du Hijaz, chaque province est administrée par des arabes, et la langue arabe est promue dans les grandes villes, Le Caire et Alexandrie.
À partir de 831, la première révolte copte, les Égyptiens chrétiens sont soumis à une assimilation plus rude : les conversions de masse et le désintérêt pour la langue copte commencent dès le Xe siècle. Les persécutions devinrent plus dures avec les États latins d'Orient et la présence des Croisés. La littérature copte fut traduite en arabe puis retranscrite avec l'alphabet copte et, au XIIe siècle, l'arabe s'implanta dans les églises coptes : les livres de prières et la Bible furent traduits en arabe.
Avec la présence ottomane en Égypte, l'extinction du copte s'accéléra. Les persécutions depuis 831 avaient grandement réduit la population quiptophone, le reste s'étant soit converti à l'islam et adopta la langue arabe,[pas clair] Les derniers locuteurs étaient des paysans des actuels gouvernorats de Minya, Assiout et Sohag, les derniers grands bastions coptes à ce jour.

### Tentatives de revitalisation et situation actuelle
Klaudious Labib (Ⲕ̀ⲗⲁⲩⲇⲓⲟⲥ Ⲗⲁⲃⲓⲃ, 1868-1918) est le principal exemple donné concernant la tentative de revitalisation de la langue copte. Il naît dans le Gouvernorat d'Assyout alors fortement peuplé de coptes et s'intéresse à sa langue liturgique. Labib sort diplômé de l'école Patriarchale du Caire avec une maîtrise du copte et de l'égyptien classique comme son contemporain Ahmed Kamal (né en 1851). Voulant sensibiliser le monde au sort de la langue copte (considérée comme éteinte depuis le XVIIIe siècle), il publie des dictionnaires en français et en anglais.
En 1892, Klaudious Labib devient professeur au collège clérical. De la même manière qu'Eliézer ben Yehouda ressuscita l’hébreu, il impose l'usage unique du copte à sa famille et aux écoles chrétiennes d'enseignement primaire. En 1900, il lance le périodique ‘Ayn Shams (‘Héliopolis’ ⲱⲛ) dans le but de faire revivre sa langue. Le dialecte choisi comme standard de la langue copte est le bohaïrique, jugé pur à cause de ses nombreux archaïsmes. À sa mort, quelques Égyptiens (surtout ses élèves) continuèrent le travail de revitalisation.
Avec l'arrivée de Gamal Abd el-Nasser et l'affirmation du nationalisme arabe, les Coptes furent enrôlés dans une nouvelle société prônant l'arabisme. La langue copte était maîtrisée par quelques habitants de Moyenne Égypte et par la diaspora au début du XXIe siècle, mais reste menacée.

## Dialectes coptes
D'après Michael Heshmat, conférencier aux cours de l'évêché des jeunes dans la cathédrale orthodoxe copte Saint Marc au Caire, en 2017, « Plusieurs professeurs supérieurs, des papes et certains villages de Haute Égypte peuvent parler la langue copte aussi couramment que l'arabe, leur langue maternelle ».

## Sources disponibles

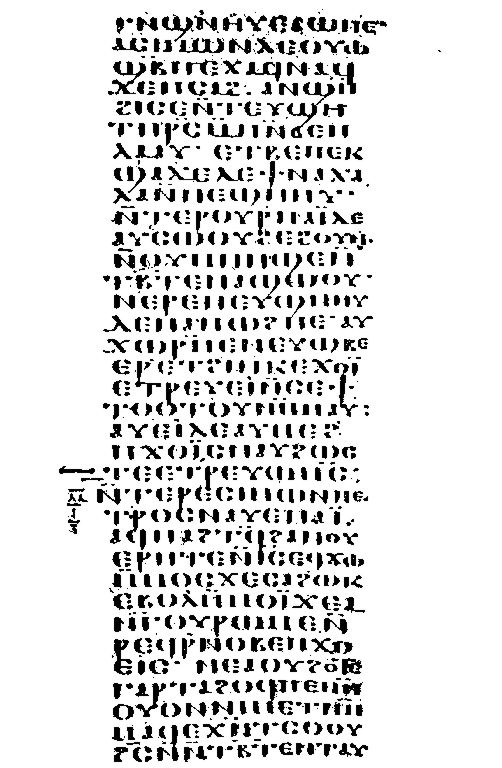
Manuscrit copte.

La langue copte est la seule descendance de l'égyptien ancien. C'est donc une langue afro-asiatique. On compte plusieurs dialectes :
- bohaïrique ;
- sahidique ;
- fayoumique ;
- oxyrhynchite ;
- akhmimique ;
- lycopolitain (ou subakhmimique).

Seul le bohaïrique est encore utilisé et uniquement dans la liturgie. Il a remplacé, en tant que langue liturgique, le sahidique au XIe siècle. C'est à partir de ce choix que l'émergence d'une identité copte contemporaine a probablement pu se faire.
Les documents de Nag-Hammadi sont en sahidique ancien.
Par ailleurs, le mot sa'id vient d'un mot copte/égyptien désignant la fleur du désert égyptien fleurissant en quelques heures sous l'effet d'une pluie passagère, et se flétrissant aussi rapidement.
L'étude de la grammaire copte s'appuie sur deux démarches linguistiques, diachronique et synchronique, dont le choix reste sujet à controverse. Les deux démarches partent du principe que l'étude des dialectes permet de remonter à la grammaire copte originelle. À défaut de cette investigation, les chercheurs en sont réduits à ne se focaliser que sur le copte liturgique, qui serait une normalisation plus ou moins arbitraire de la langue copte antique.
On retrouve ce cas de figure dans d'autres disciplines, par exemple :
- l'étude du sanskrit où la normalisation de la grammaire date de l'époque de Panini ;
- l'étude de l'hébreu où la normalisation prend le nom de Massora ;
- l'étude du latin normalisé au Xe siècle ;
- l'étude de l'arabe normalisé par la grammaire coranique.

La première démarche est la linguistique synchronique : les dialectes sont d'abord repérés géographiquement, puis étudiés par rapport au contexte historique local. Ainsi parlera-t-on de copte « subakhmimique », de copte « mésokémite » ou « crypto-méso-kémite ».

## Analyse diachronique du copte[13]
La deuxième démarche est la linguistique diachronique. C'est celle qu'a utilisée Champollion pour déchiffrer les hiéroglyphes. Elle consiste à étudier la généalogie des langues, en particulier de leurs structures grammaticales. Dans cette démarche, les recherches ont permis d'établir des invariants grammaticaux remarquables entre les textes hiéroglyphiques des pyramides et les structures grammaticales des dialectes coptes.
En l'occurrence, la liste de ces invariants est scindable en deux types :
- les invariants que l'on retrouve uniformément dans tous les dialectes du copte, appelés pandialectaux ;
- les invariants que l'on retrouve dans un dialecte plus qu'un autre : les invariants dialectaux. À ce titre, le bohaïrique renvoie le plus à des archaïsmes.

Une liste non exhaustive d'invariants :
- le participe conjonctif : la structure est similaire à « idaafa » en arabe, et se traduirait en français par des mots composés du type « porte-monnaie » ou « monte-charge ». On y trouve une partie nominale et une partie verbale ;
- l'infinitif à valeur d'impératif (utilisé pour « baliser » le début des versets des textes des pyramides) ;
- l'ampliatif post-fixé ;
- l'effet « sandhi », ou modification lexicale des préfixes et suffixes avant agglutination. C'est un effet identifié à l'étude du sanskrit ;
- le genre toujours masculin de l'infinitif en copte, bien que le genre féminin existe.

## Écriture et prononciation

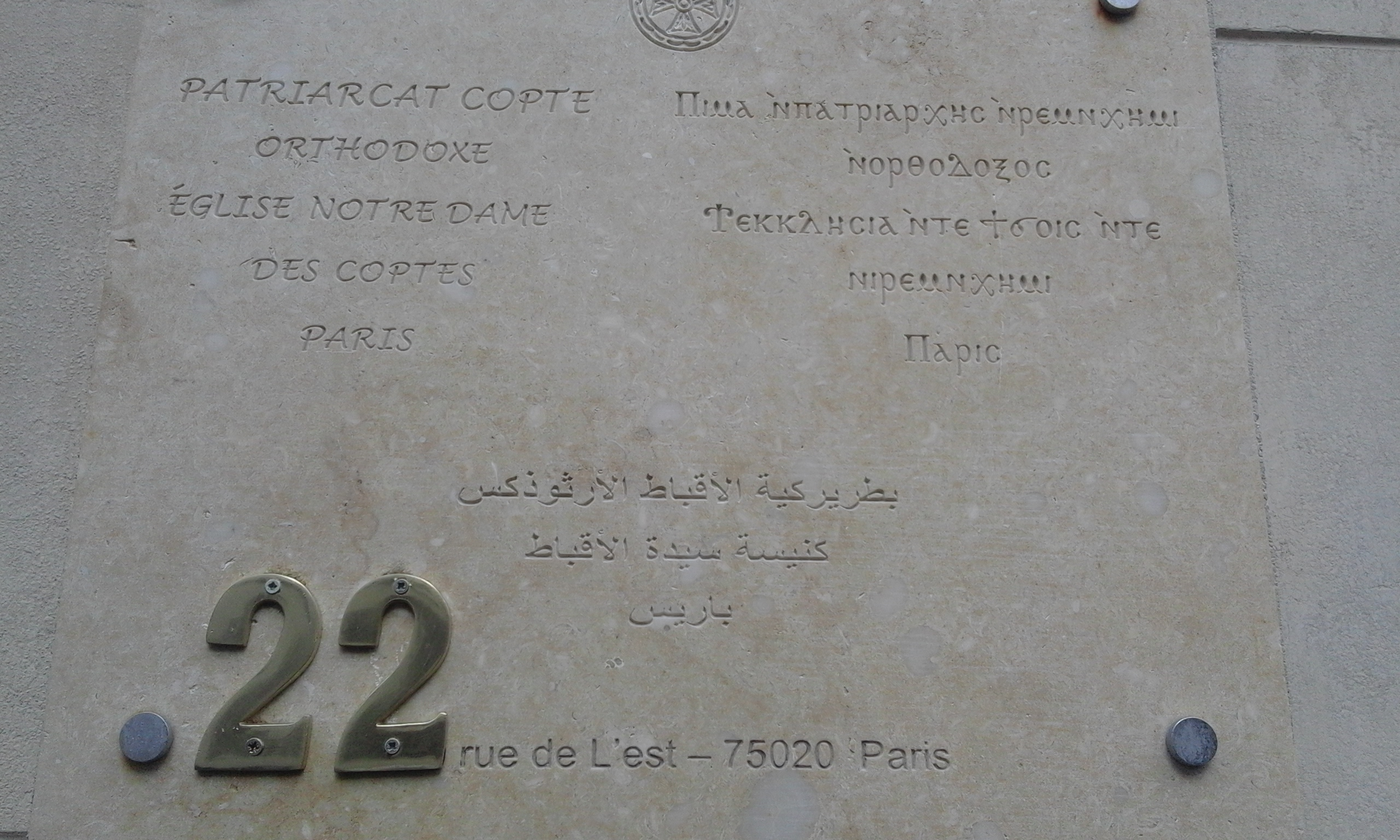
Plaque signalant le Patriarcat copte orthodoxe à Paris. Les informations, en français, sont traduites en copte et en arabe.

La langue copte s'écrit au moyen de l'alphabet copte, semblable au grec en majuscules, complété par sept caractères démotiques qui servent à noter des phonèmes que l'alphabet grec ne pouvait rendre. Naturellement, il est logique d'étudier la prononciation de l'alphabet par étude du démotique. Toutefois, cette démarche est contestée.

## Vocabulaire

### Vocabulaire indigène
La langue copte hérite la majorité de son vocabulaire de l’égyptien démotique (parlé jusqu'au Ve siècle).
|     | Copte singulier           | Copte pluriel    | Arabe singulier   | Arabe pluriel           | Hébreu singulier | Hébreu pluriel    |
| --- | ------------------------- | ---------------- | ----------------- | ----------------------- | ---------------- | ----------------- |
| I   | anok ⲁⲛⲟⲕ                 | anon ⲁⲛⲟⲛ        | anā أنا           | naḥnu نحن               | ani אני          | anakhnu אנחנו     |
| II  | ent-hok ⲛⲑⲟⲕ ent-ho ⲛⲑⲟ   | ent-hoten ⲛⲑⲱⲧⲉⲛ | anta أنت anti أنت | antum أنتم antunna أنتنّ | ata אתה at את    | atem אתם aten אתן |
| III | ent-hof ⲛⲑⲟϥ ent-hos ⲛⲑⲟⲥ | ensou ⲛⲑⲱⲩ       | huwa هو hiya هي   | hum هم hunna هنّ         | hu הוא hi היא    | hem הם hen הן     |

Nombres
Les nombres sont soumis à la différenciation masculin/féminin comme l'arabe ou l'hébreu. On trouve ainsi :
- un, une : ouwai, ouwei
- deux : esnav, esnouty
- trois : shomt, shomty
- quatre : eftou, efte
- cinq : etiou, etie
- six : soouw, so
- sept : shashf, shashfi
- huit : eshmiên, eshmiêni
- neuf : psit, psity
- dix : miêt, miêty

Les jours de la semaine ⲡⲓⲉϩⲟⲟⲩ ⲛⲧⲉ ⲡⲓⲁⲛϣⲁϣϥ (piehoon ente pianshashf) se basent sur les chiffres (comme dans les langues sémitiques). En réalité, le chiffre est précédé de ⲡⲓ (pi), l'article défini masculin. Deux jours ont un nom spécial : le samedi est appelé ⲡⲓⲥⲁⲃⲃⲁⲧⲟⲛ (pisabvaton) et le dimanche a pour nom ϯⲕⲩⲣⲓⲁⲕⲏ (tikouriakê).
Les mots sont classés en deux catégories selon leur genre et leur nombre.
|          | Singulier                | Pluriel                |
| -------- | ------------------------ | ---------------------- |
| Indéfini | ⲟⲩ ou                    | ϩⲁⲛ han                |
| Défini   | ⲡⲓ pi, ep, ef t-, et, es | ⲛⲓ ni, ⲛⲉⲛ nen (mixte) |

| SA · x · t |

| SA · x · t |

| SA · x · t |

| SA · x · t |

| SA · x · t |

| SA · x · t |

| SA · x · t |

| SA · x · t |

| pr · r | t · ra |

| pr · r | t · ra |

| pr · r | t · ra |

| pr · r | t · ra |

| pr · r | t · ra |

| pr · r | t · ra |

| pr · r | t · ra |

| pr · r | t · ra |

| S | mw | ra |

| S | mw | ra |

| S | mw | ra |

| S | mw | ra |

| S | mw | ra |

| S | mw | ra |

| S | mw | ra |

| S | mw | ra |

| S | mw | ra |

| S | mw | ra |

### Emprunts et influence
Une grande partie de ses emprunts ont été faits au grec byzantin surtout dans le domaine religieux. On trouve par exemple Ⲁⲅⲅⲉⲗⲟⲥ Angelos Ange, ⲉⲕⲗⲉⲥⲉⲓⲁ Ekleseya Église ou encore ⲑⲉⲟⲥ Seos/Theos Dieu (homonyme de ⲛⲟⲩϯ Nouty). Au moins 20 % du vocabulaire copte est issu du grec.
Figé ainsi, le copte n'a peu/pas fait d'emprunt à l'arabe, cependant l'arabe égyptien a hérité de sa syntaxe et de certains mots :
- imsāḥ, تمساح (Arabe), תמסח (Hébreu) – "crocodile" ; ⲉⲙⲥⲁϩ emsaḥ ; pénétrant en turc comme timsah.[réf. nécessaire]
- ṭūbah طوبة "brique" ; Sahidique ⲧⲱⲃⲉ to:be ; Bohaïrique ⲧⲱⲃⲓ to:bi ; Entré en espagnol et en catalan (par l'arabe d'Andalousie) comme tova et adobe.[réf. nécessaire]
- wāḥah واحة "oasis" ; Sahidique ⲟⲩⲁϩⲉ waḥe, Bohaïrique ⲟⲩⲉϩⲓ weḥi.[réf. nécessaire]

### Étymologie des villes d’Égypte
- Le Caire venant de l'arabe, l'ancien site était appelé Kashromi Ⲕⲁϣⲣⲱⲙⲓ
- Gizeh vient directement de Giza Ⲅⲓⲍⲁ
- Alexandrie vient du grec, cependant la ville est appelé Rakote Ⲣⲁⲕⲟⲧⲉ par les Coptes.
- Rosette d'où vient la Pierre de Rosette est appelé Rashit Ⲣⲁϣⲓⲧ
- Fayoum Ⲡⲉⲓⲟⲙ Peiom fut un grand centre de l'art copte, connu pour ses peintures
- Assiout vient de Siowt Ⲥⲓⲟⲟⲩⲧ
- Louxor qui abrite de grands ensembles religieux est appelé Né Ⲛⲏ
- Abydos ancienne ville est appelée Ebot Ⲉⲃⲱⲧ
- Assouan connu pour son barrage est appelé Souan Ⲥⲟⲩⲁⲛ
- Edfou Etbo Ⲉⲧⲃⲟ
- Kom Ombo Embo Ⲙⲃⲱ

## Conversation (dialecte bohaïrique)
Pour saluer :
- Nane toouwi ⲛⲁⲛⲉ ⲧⲟⲟⲩⲓ signifie littéralement « Bon matin ».
- Nane rouhi ⲛⲁⲛⲉ ⲣⲟⲩϩⲓ signifie « Bon après-midi » dans la mesure où l'on salue.
- Nofri eehoou ⲛⲟϥⲣⲓ ⲉϩⲟⲟⲩ signifie « Bonjour » de façon générale.

Pour prendre congé de quelqu'un :
- Nofri egoreh ⲛⲟϥⲣⲓ ⲉϫⲱⲣϩ littéralement « Bonne nuit ».
- Ougai ⲟⲩϫⲁⲓ « salut » dans le sens de « au revoir ».

Pour demander l'état de santé :
- Ash pe pekriêty? ⲁϣ ⲡⲉ ⲡⲉⲕⲣⲏϯ « Comment est la santé ? »
- Touwog ϯⲟⲩⲟϫ « Bien ».

#### Ouvrages spécifiques sur la langue
- W. E. Crum, Coptic Dictionary, New York, Oxford University Press, 1939, 2000 (ISBN 978-0-19-864404-0 et 0-19-864404-3)
- (de) Wolfgang Kosack, Lehrbuch des Koptischen. Teil I:Koptische Grammatik. Teil II:Koptische Lesestücke, Graz, 1974
- (de) Wolfgang Kosack, Koptisches Handlexikon des Bohairischen. Koptisch - Deutsch - Arabisch, Bâle, Christoph Brunner, 2013, 446 p. (ISBN 978-3-952-40189-7)
- (en) Thomas O. Lambdin, Introduction to Sahidic Coptic, Macon, Ga., Mercer University Press., 1983, 377 p. (ISBN 978-0-86554-048-4 et 0-86554-048-9, lire en ligne)
- (la) Ignazio Rossi, Etymologiæ Ægyptiacæ [Dictionnaire étymologique de la langue copte, comparée à l'arabe, à l'hébreu, au syriaque, et au grec], Rome, 1808, 368 p., in-4° (lire en ligne)
- (en) Richard Smith, A concise Coptic-English lexicon, SBL resources for biblical study 35 (ISBN 978-0-88414-039-9 et 0-88414-039-3)
- Jaroslav Cerný et Sarah Israelit Groll, A Late Egyptian Grammar, Rome, Biblical Institude Press, 1984
- Jozef Vergote, Grammaire Copte, vol. Ia, Ib, IIa, IIb., Louvain, Peeters, 1992 (1re éd. 1973) (ISBN 90-6831-425-4)

#### Recueils et traductions de textes
- (en) James Peter Allen, The Ancient Egyptian Pyramid Texts, 2005, 471 p. (ISBN 978-1-589-83182-7, lire en ligne)
- (de) Wolfgang Kosack, Der koptische Heiligenkalender. Deutsch - Koptisch - Arabisch; nach den besten Quellen neu bearbeitet und vollständig herausgegeben; mit Index Sanctorum koptischer Heiliger, Index der Namen auf Koptisch, Koptische Patriarchenliste, Geografische Liste [« Le calendrier des saints coptes »], Berlin, Christoph Brunner, 2012, 222 p. (ISBN 978-3-952-40184-2)
- (de) Wolfgang Kosack (Einleitung, Textbearbeitung und Übersetzung, Herausgegeber), Schenute von Atripe De judicio finale. Papyruskodex 63000.IV im Museo Egizio di Torino., Berlin, Christoph Brunner, 2013, 299 p. (ISBN 978-3-952-40185-9)

#### Autres
- Pierre du Bourguet, Les Coptes, Paris, PUF, coll. « Que sais-je ? », 1989

- Magdi Sami, Histoire des Coptes d'Égypte, Paris, Editions de Paris, 2005, 991 p. (ISBN 978-2-851-62125-2)
- M. Gerspach, Les tapisseries coptes, Paris, Maison Quantin, 1890 (lire en ligne)